# Мещерка (Усманський район)
Мещерка (рос. Октябрьское) — селище в Усманському районі Липецької області Російської Федерації.
Населення становить о осіб. Належить до муніципального утворення Октябрська сільрада.

## Історія
З 13 червня 1934 до 1954 року у складі Воронезької області. Відтак входить до складу Липецької області.
Згідно із законом від 2 липня 2004 року №114-оз органом місцевого самоврядування є Октябрська сільрада.

## Населення
| 2005 | 2006 | 2007 | 2008 | 2009 | 2010 | 2011 |
| ---- | ---- | ---- | ---- | ---- | ---- | ---- |
| 1    | 1    | 1    | 1    | 0    | 0    | 0    |